# Pocadius ferrugineus
Pocadius ferrugineus är en skalbaggsart som först beskrevs av Fabricius 1775.  Pocadius ferrugineus ingår i släktet Pocadius, och familjen glansbaggar. Arten är reproducerande i Sverige.